# Фергус-Фолс (Міннесота)
Фергус-Фолс (англ. Fergus Falls) — місто (англ. city) в США, в окрузі Оттер-Тейл штату Міннесота. Населення — 14 119 осіб (2020).

## Географія
Фергус-Фолс розташований за координатами 46°17′6″ пн. ш. 96°4′34″ зх. д. / 46.28500° пн. ш. 96.07611° зх. д. (46.285002, -96.076145).  За даними Бюро перепису населення США в 2010 році місто мало площу 39,81 км², з яких 36,55 км² — суходіл та 3,26 км² — водойми.

### Клімат
| Клімат : Фергус-Фолс  | Клімат : Фергус-Фолс | Клімат : Фергус-Фолс | Клімат : Фергус-Фолс | Клімат : Фергус-Фолс | Клімат : Фергус-Фолс | Клімат : Фергус-Фолс | Клімат : Фергус-Фолс | Клімат : Фергус-Фолс | Клімат : Фергус-Фолс | Клімат : Фергус-Фолс | Клімат : Фергус-Фолс | Клімат : Фергус-Фолс | Клімат : Фергус-Фолс |
| Показник              | Січ.                 | Лют.                 | Бер.                 | Квіт.                | Трав.                | Черв.                | Лип.                 | Серп.                | Вер.                 | Жовт.                | Лист.                | Груд.                | Рік                  |
| Середній максимум, °C | −8,9                 | −5                   | 1,7                  | 11,7                 | 20,0                 | 24,4                 | 26,7                 | 26,1                 | 20,6                 | 13,3                 | 2,2                  | −5,6                 | 10,7                 |
| Середній мінімум, °C  | −19,4                | −15,6                | −8,3                 | 0,0                  | 7,8                  | 12,8                 | 15,6                 | 13,9                 | 8,3                  | 1,1                  | −6,7                 | −15,6                | −0,4                 |
| Норма опадів, мм      | 25                   | 15                   | 37                   | 40                   | 68                   | 95                   | 85                   | 80                   | 56                   | 51                   | 30                   | 13                   | 596                  |
| --------------------- | -------------------- | -------------------- | -------------------- | -------------------- | -------------------- | -------------------- | -------------------- | -------------------- | -------------------- | -------------------- | -------------------- | -------------------- | -------------------- |
| Джерело: Weather.com  |                      |                      |                      |                      |                      |                      |                      |                      |                      |                      |                      |                      |                      |

## Демографія
Згідно з переписом 2010 року, у місті мешкало 13 138 осіб у 5814 домогосподарствах у складі 3262 родин. Густота населення становила 330 осіб/км².  Було 6342 помешкання (159/км²).
Расовий склад населення:
| - 95,5 % — білих - 1,1 % — чорних або афроамериканців - 0,8 % — корінних американців - 0,7 % — азіатів |

До двох чи більше рас належало 1,6 %. Частка іспаномовних становила 1,6 % від усіх жителів.
За віковим діапазоном населення розподілялося таким чином: 21,4 % — особи молодші 18 років, 56,4 % — особи у віці 18—64 років, 22,2 % — особи у віці 65 років та старші. Медіана віку мешканця становила 43,4 року. На 100 осіб жіночої статі у місті припадало 88,7 чоловіків;  на 100 жінок у віці від 18 років та старших — 85,0 чоловіків також старших 18 років.
Середній дохід на одне домашнє господарство  становив 57 126 доларів США (медіана — 43 852), а середній дохід на одну сім'ю — 75 678 доларів (медіана — 64 252). Медіана доходів становила 45 268 доларів для чоловіків та 37 017 доларів для жінок. За межею бідності перебувало 12,3 % осіб, у тому числі 10,4 % дітей у віці до 18 років та 10,8 % осіб у віці 65 років та старших.
Цивільне працевлаштоване населення становило 6512 особи. Основні галузі зайнятості: освіта, охорона здоров'я та соціальна допомога — 31,5 %, виробництво — 9,5 %, роздрібна торгівля — 8,8 %.